# Serbien och Montenegros herrjuniorlandslag i ishockey
Serbien och Montenegros herrjuniorlandslag i ishockey representerade Serbien och Montenegro i ishockey för herrjuniorer. Laget spelade sin första landskamp den 31 december 1994 i Tallinn i samband med juniorvärldsmästerskapets Division C2-grupp, och förlorade då med 4-17 mot Slovakien.

### Fotnoter
1. ↑  ”Championnat du monde 1995 des moins de 20 ans”. Hockeyarvhives. 1994-1995. http://www.passionhockey.com/hockeyarchives/U-20_1995.htm. Läst 16 december 2013.